# Mihai N. Mihăilă
Mihai N. Mihăilă (n. 1948, Faraoanele, România) este un inginer român, membru corespondent (1999) al Academiei Române.

## Studii
- Studii primare în satul natal, (1955-1959);
- Studii gimnaziale în satul Dălhăuți, (1959-1962);
- Absolvent al Liceului „Al. I. Cuza” din Focșani (1962-1966) ca șef de promoție, având nota maximă la bacalaureat;
- Absolvent al Facultății de Electronică, Secția ingineri-fizicieni, Institutul Politehnic - București (1971);
- Specializare (decembrie 1981 – martie 1982) la Departamentul de Inginerie Electrică al Universității Minnesota – SUA, Laboratorul de fizică și ingineria zgomotului electric al profesorului emerit A. Van der Ziel (membru al Academiei Naționale de Inginerie din SUA), program de doctorat în specialitatea „Dispozitive și circuite electronice” sub conducerea acad. Mihai Drăgănescu (1985-1989), doctor în dispozitive și circuite electronice din 1997, cu teza „Originea zgomotului 1/f. Limite fizice fundamentale datorate zgomotului 1/f. O nouă metodă de spectroscopie.

## Carieră
- Lucrează ca inginer stagiar (1971-1973), apoi cercetător științific pe diferite trepte, până în 1996, la Institutul de Cercetare pentru Componente Electronice din București (ICCE), apoi la Institutul Național de Cercetare-Dezvoltare pentru Microtehnologie (IMT) București, in calitate de cercetător principal gradul I, pana in anul 2003;
- Din 2003, lucreaza la Honeywell Advanced Technology Center, Laboratorul de Senzori-Bucuresti, in calitate de "senior principal research scientist".
- Stagii de perfecționare la ITT-Intermetal, Freiburg, Germania (1973), Departamentul de Fizică al Institutului Politehnic și Institutul Național de Electrotehnică „Galileo Ferraris” din Torino, Italia (1992), Departamentul de Electronica Corpului Solid al Universiății din Duisburg (1993), Germania;
- Activitate profesională  în domeniul proiectării, tehnologiei și testării tranzistoarelor bipolare cu siliciu de mică putere, joasă frecvență și zgomot redus (1971 – 1974);
- Participare la elaborarea unor procese de profilare a oxigenului și carbonului în siliciu prin metode nucleare, rezultatele fiind acceptate la conferințele Societății Americane de Electrochimie (1979-1982) și „Nuclear Instruments and Methods in Physics Research(1984), precum și în domeniul ingineriei defectelor: studii asupra influenței defectelor induse de difuzia de fosfor și a impurităților metalice contaminate asupra zgomotului de joasă frecvență al tranzistorului bipolar;
- A făcut investigații în domeniul fenomenelor de zgomot electronic în solid și dispozitive semiconductoare cu rezultate recunoscute și publicate în Physics Letters, Noise in Physical Systems, Advances in Physics;
- Observă, pentru prima oară, pragurile de excitare specifice modurilor de vibrație ale atomilor (fononi) în densitatea spectrală de fluctuatie a conductivitatii;
- Pentru a putea explica dependenta densitatii spectrale de temperatura, introduce ideea superpozitiei densitatilor de stari de vibratie (Phonon Density of States - PDOS);
- Cu aceasta metodaPDOS, identifica, pentru prima oară în lume, mișcările longitudinale și verticale ale atomilor de suprafață ca surse microscopice fundamentale de zgomot 1/f în solid;
- Descoperă două noi metode de spectroscopie de vibrație atomică în gaz electronic bidimensional 2D;
- Stabilește o conexiune între parametrul de fluctuație a mobilității și funcția de densități de stări fononice;

## Premii
- Premiul pentru fizică „Dragomir Hurmuzescu” al Academiei Române pe anul 1985 pentru contribuții la studiul zgomotului 1/f în dispozitive semiconductoare și numeroase alte premii la conferințe internaționale de semiconductoare;
- Este recunoscut ca descoperitor al fononilor în zgomot 1/f de Kousic, van Vliet, Hndel, Bosman în Advences in Psysics(1986) și Musha, Borbely, Shoji în Physical Review Letters(1990) și al spectroscopiei de zgomot 1/f.